# ارس ریوکو

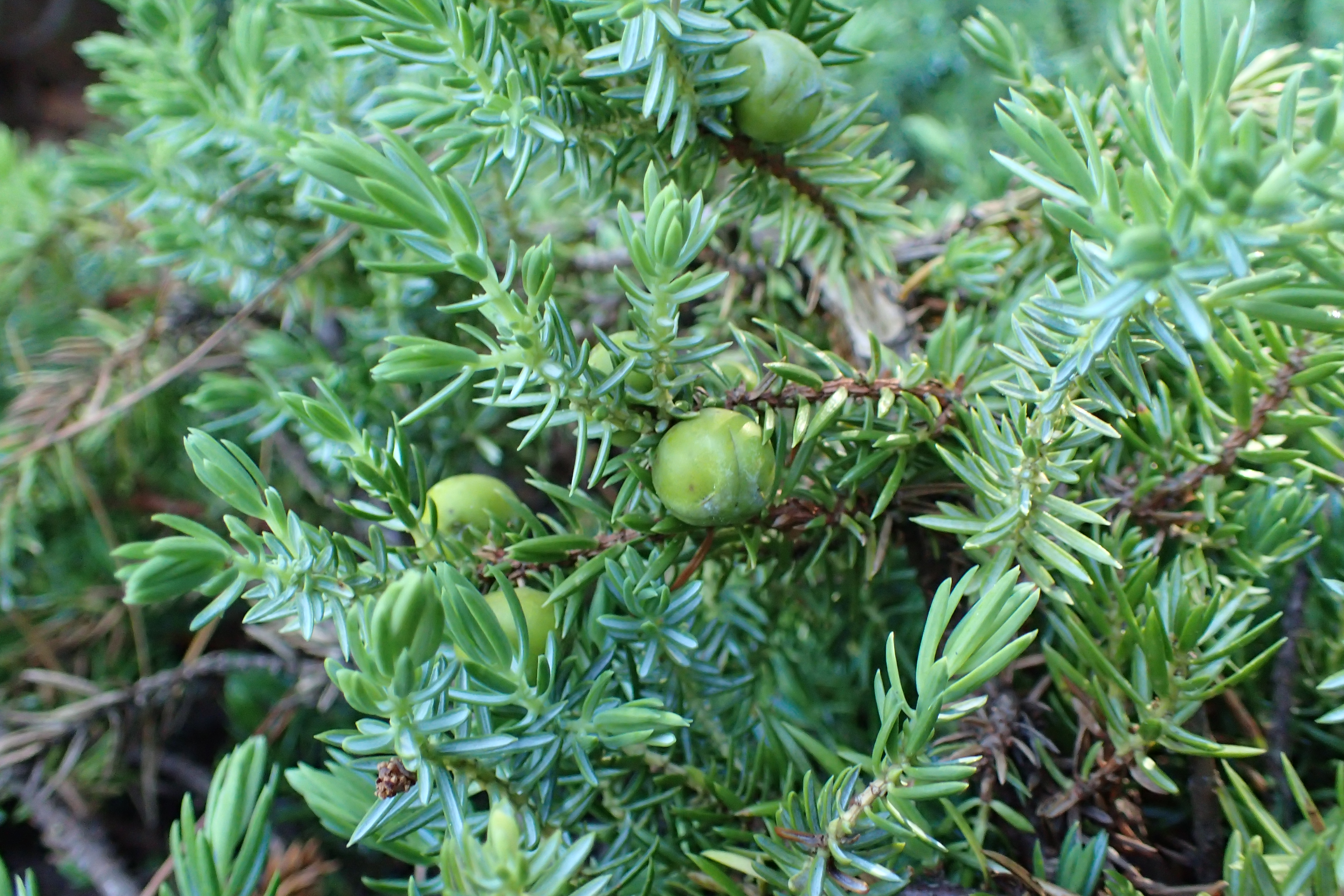
ارس ریوکو در باغ گیاه شناسی Dunedin

ارس ریوکو (نام علمی: Juniperus lutchuensis) نام یک گونه از سرده ارس است.